# 浙江民泰商业银行
浙江民泰商业银行位于浙江温岭市，前身是创建于于1988年5月的温岭城市信用社。2005年年末更名为浙江银泰城市信用社股份有限公司，2006年8月18日改为现名。
主要的营业网点在温岭市境内。温岭市城市信用社职工持股会为该行最大股东，持有15.73%的股份。

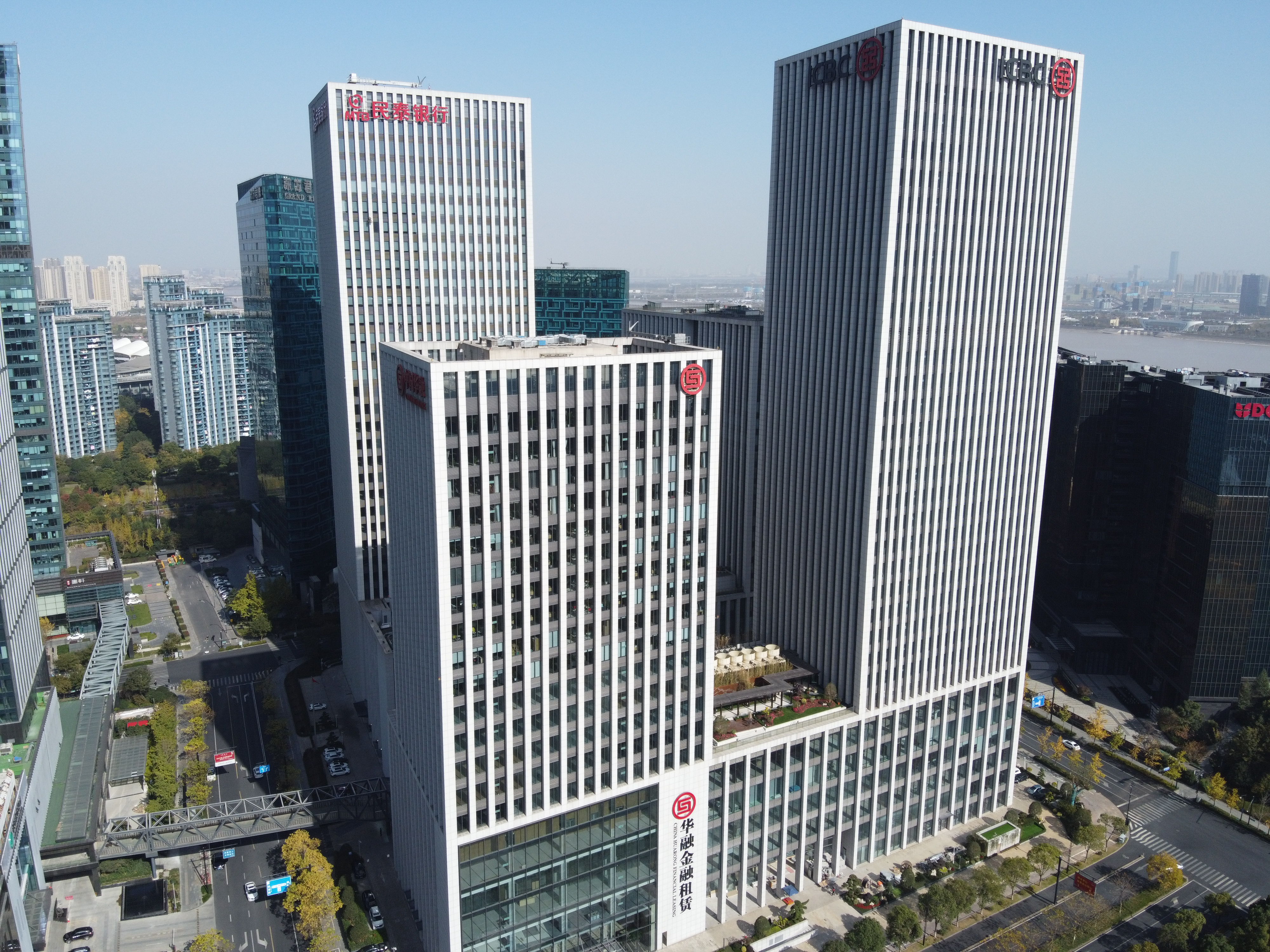
杭州分行（左側大樓）

## 网点
- 总行营业部
- 杭州分行
- 舟山分行
- 成都分行
- 宁波分行
- 上海分行
- 义乌分行
- 嘉兴分行
- 绍兴分行
- 温州分行
- 衢州分行
- 丽水分行
- 台州辖区分行
- 温岭辖区分行